# Mehran Rajabi

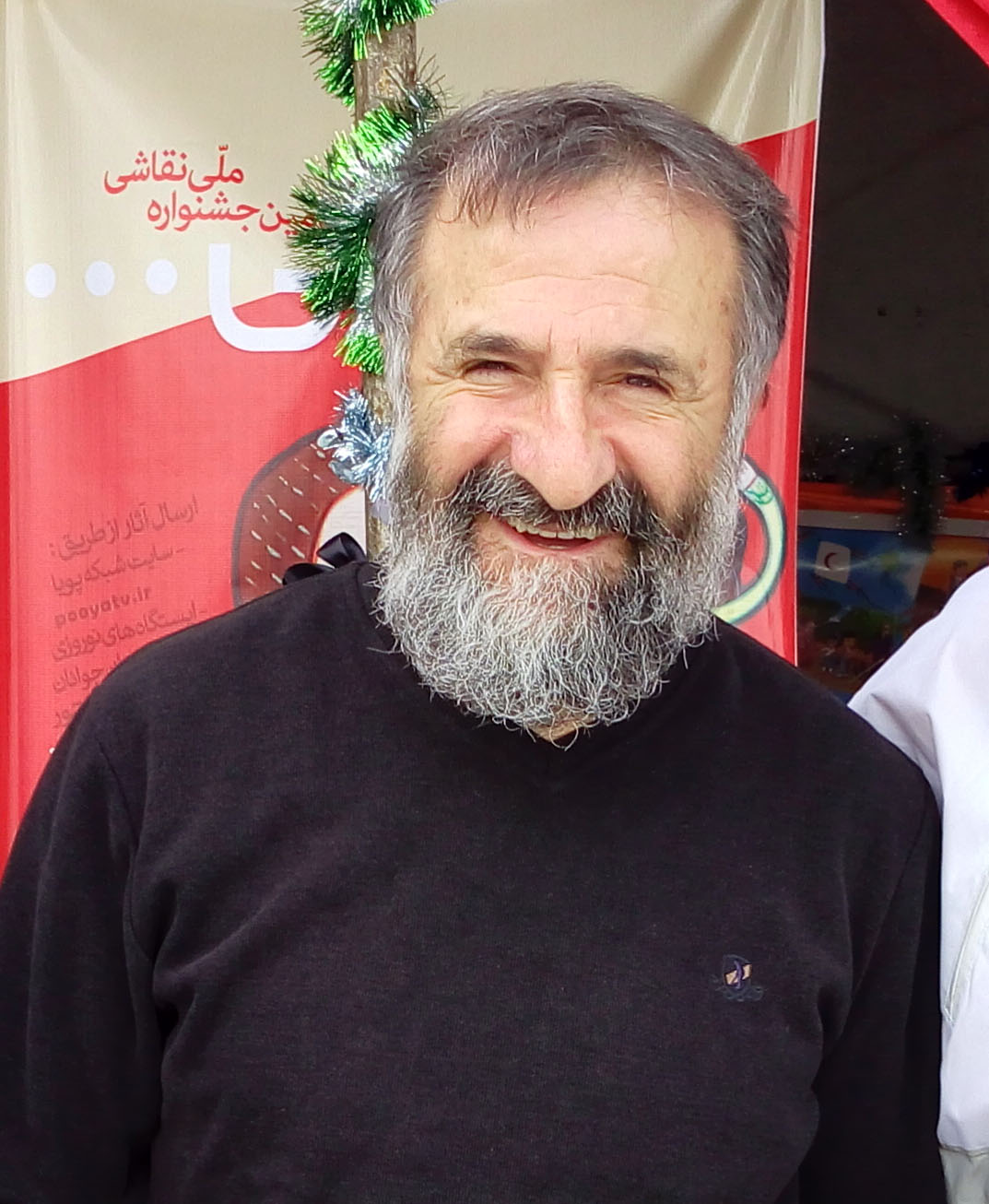
Rajabi em 2015

Mehran Rajabi (Persa: مهران رجبی) é um ator iraniano. Sua primeira presença no Cinema do Irã foi no filme Reza Mirkarimi.